# 崔凌也
崔 凌也（ちぇ るんや、1994年5月20日 - ）は、元ラグビーユニオンの選手。

## プロフィール
- 弟の玄祺もラグビー選手[1]。

## 略歴
2013年、東福岡高校卒業後、筑波大学に入る。なお東福岡高校時代、高校日本代表候補に選ばれたことがある。
2017年、筑波大学卒業後、トヨタ自動車ヴェルブリッツ(現・トヨタヴェルブリッツ)に加入。
2021年2月20日にジャパンラグビートップリーグ第1節東芝ブレイブルーパス戦に途中出場で公式戦初出場を果たす。
2025年5月、トヨタヴェルブリッツを退団し、引退した。